# Ngarmpun Vejjajiva
Jane Vejjajiva/Ngarmpun Vejjajiva (งามพรรณ เวชชาชีวะ, RTGS: Ngamphan Wetchachiwa, Londres, 27 de gener del 1960) és una escriptora i traductora de Tailàndia. És germana de l'antic primer ministre Abhisit Vejjajiva.
Va néixer al Regne Unit on els seus pares estudiaven medicina. Va sofrir una paràlisi cerebral en néixer i es mou en una cadira de rodes. Als 3 anys, la seva família va tornar a Tailàndia i va créixer a Bangkok. Es va graduar amb honors a la Universitat de Thammasat i va estudiar traducció i interpretació a Brussel·les.
Va començar com a traductora el 1988 abans d'establir la seva pròpia companyia. Ara treballa com a directora d'una agència de drets d'autor, Silkroad Publishers Agency.

## Obres
- ความสุขของกะทิ, 2003[1]
- ความสุขของกะทิ ตอน ตามหาพระจันทร์, 2006

## Premis
- 1999 - Chevalier Ordre des Arts et des Lettres.
- 2006 - S.E.A. Write Award